# Ussel (Lot)
 Ussel  es una comuna y población de Francia, en la región de Mediodía-Pirineos, departamento de Lot, en el distrito de Gourdon y cantón de Saint-Germain-du-Bel-Air. No está integrada en ninguna Communauté de communes u organismo similar.

## Demografía
| 81 | 88 | 78 | 71 | 55 | 66 |
| Para los censos de 1962 a 1999 la población legal corresponde a la población sin duplicidades (Fuente: INSEE [Consultar]) |    |    |    |    |    |